# Диллейн, Фрэнк
Фрэнк Дилле́йн (англ. Frank Dillane; род. 21 апреля 1991 года) — английский актёр, известный по ролям Генри Коффина в фильме «В сердце моря», Тома Реддла в фильме «Гарри Поттер и Принц-полукровка» и Ника в телесериале «Бойтесь ходячих мертвецов».

## Детство и ранние роли
Родившийся в Лондоне Фрэнк Диллейн провёл часть своего детства в Брикстоне прежде чем переехать в Форест Роу, Восточный Суссекс, где он рос в творческой среде: его мать (Наоми Уиртнер) руководит театральным коллективом под названием Barebones Project, в то время как его отец, Стивен Диллейн, играл во множестве фильмов и сериалов («Игра престолов», «Туннель») и был награждён премией BAFTA TV за лучшую мужскую роль на телевидении в 2009 году. Диллейн дебютировал в кино в качестве статиста в фильме «Добро пожаловать в Сараево», когда ему было шесть лет. Он стал ещё более известным в 2009 году, когда его выбрали на роль Тома Реддла (молодого Волан-де-Морта) в фильме «Гарри Поттер и Принц-полукровка».
Сдав экзамены на отлично, Диллейн поступил в Королевскую академию драматического искусства (RADA) и окончил её в 2013 году со степенью бакалавра искусств в области актёрского мастерства. Несмотря на школьные правила, уточняющие, что актёрам не разрешается принимать профессиональные актёрские работы за продолжительность курса, Диллейну позволили сыграть Джеймса Пападопулоса в независимом фильме «Пападопулос и сыновья» (реж. Маркус Маркоу), поскольку он был снят во время летних каникул в 2011 году. После того, как его взяли на роль, его отец решил переделать свой график съёмок, чтобы сыграть Гарри Пападопулоса (отца Джеймса) вместе с ним. Стивен Диллейн заявил, что это была редкая возможность «работать с вашими детьми после того, как они ушли из дома.»

## Актёрская карьера
После окончания RADA Диллейн участвовал в нескольких проектах:
- В июле 2013 года он сыграл Бата в «Кандине» в Королевском театре, реж. Саймон Гудвин.[9]
- Осенью 2013 года он снялся в фильме «В сердце моря» режиссёра Рона Ховарда. Он играет молодого матроса Оуэна Коффина в этой адаптации романа Натаниэля Филбрика о затоплении китобойного судна «Эссекса» в Тихом океане.[10] Фильм вышел 11 декабря 2015 года.
- В течение весны 2014 года он снялся в роли Кейса в фильме режиссёра Херардо Наранхо «Вьена и призраки», в котором он появится с Дакотой Фэннинг.[11]
- Диллейн также появился в роли Шагса в сериале канала Netflix «Восьмое чувство» режиссёров Ланы и Эндрю Вачовски, который транслировался в 2015 году[12].

Актёра также позвали в адаптацию романа-бестселлера «Маэстро» Питера Голдсуорти режиссёра Кэтрин Джарвис, в которой он сыграл главную роль (Пол). Производственная компания Bow Street Films описывает Диллейна как имение «удивительного таланта и присутствия на экране». Диллейн также изобразил Ника в сериале «Бойтесь ходячих мертвецов».

## Фильмография
| Год  | Название                        | Ориг. название                       | Роль                |
| ---- | ------------------------------- | ------------------------------------ | ------------------- |
| 1997 | Добро пожаловать в Сараево      | Welcome to Sarajevo                  | Кристофер Хендерсон |
| 2009 | Гарри Поттер и Принц-полукровка | Harry Potter & The Half-Blood Prince | молодой Том Реддл   |
| 2012 | Пападопулос и сыновья           | Papadopoulos & Sons                  | Джеймс Пападопулос  |
| 2015 | В сердце моря                   | In The Heart of the Sea              | Генри Коффин        |
| 2018 | Астрал: Новое измерение         | Astral 2018                          | Алекс Харманн       |
| 2020 | Вьена и «Призраки»              | Viena and the Fantomes               | Фредди              |

| Год       | Название                  | Ориг. название        | Роль        | Примечания                       |
| --------- | ------------------------- | --------------------- | ----------- | -------------------------------- |
| 2015      | Восьмое чувство           | Sense8                | Шагс        | 1 сезон (приглашённый гость)     |
| 2015-2018 | Бойтесь ходячих мертвецов | Fear the Walking Dead | Ник Кларк   | 1, 2, 3, 4 сезоны (главная роль) |
| 2022      | Змей в Эссексе            | The Essex Serpent     | Люк Гарретт | 6 эпизодов                       |

## Проблемы с законом
22 мая 2016 года актёр был арестован за драку с охранником одного из павильонов СВS Television City в Лос-Анджелесе, где на тот момент проходили съёмки седьмого сезона оригинального сериала «Ходячие мертвецы». Диллейн провёл в тюрьме трое суток и был отпущен 25 мая под залог в двадцать тысяч долларов.